# Stibivanite
La stibivanite è un minerale.